# باربارا کیفیتز
باربارا کیفیتز (انگلیسی: Barbara Keyfitz؛ زادهٔ ۷ نوامبر ۱۹۴۴) ریاضی‌دان، و استاد دانشگاه اهل ایالات متحده آمریکا است.